# Патон (Айова)
Патон (англ. Paton) — місто (англ. city) в США, в окрузі Грін штату Айова. Населення — 221 особа (2020).

## Географія
Патон розташований за координатами 42°9′50″ пн. ш. 94°15′18″ зх. д. / 42.16389° пн. ш. 94.25500° зх. д. (42.163959, -94.254918).  За даними Бюро перепису населення США в 2010 році місто мало площу 1,46 км², з яких 1,46 км² — суходіл та 0,00 км² — водойми.

## Демографія
Згідно з переписом 2010 року, у місті мешкало 236 осіб у 108 домогосподарствах у складі 59 родин. Густота населення становила 161 особа/км².  Було 120 помешкань (82/км²).
Расовий склад населення:
| - 96,2 % — білих - 2,1 % — корінних американців - 1,7 % — чорних або афроамериканців |

До двох чи більше рас належало 0,0 %. Частка іспаномовних становила 3,0 % від усіх жителів.
За віковим діапазоном населення розподілялося таким чином: 25,8 % — особи молодші 18 років, 59,8 % — особи у віці 18—64 років, 14,4 % — особи у віці 65 років та старші. Медіана віку мешканця становила 34,8 року. На 100 осіб жіночої статі у місті припадало 93,4 чоловіків;  на 100 жінок у віці від 18 років та старших — 96,6 чоловіків також старших 18 років.
Середній дохід на одне домашнє господарство  становив 57 020 доларів США (медіана — 54 375), а середній дохід на одну сім'ю — 61 644 долари (медіана — 56 250). За межею бідності перебувало 13,6 % осіб, у тому числі 27,3 % дітей у віці до 18 років та 6,9 % осіб у віці 65 років та старших.
Цивільне працевлаштоване населення становило 146 осіб. Основні галузі зайнятості: виробництво — 24,7 %, освіта, охорона здоров'я та соціальна допомога — 20,5 %, будівництво — 13,0 %, оптова торгівля — 9,6 %.